# Рада Александрова
Рада Александрова е българска писателка, поетеса и драматург.

## Биография
Завършва българска филология в Софийския университет. Работи четири години като редактор в отдел „Поезия“ на Българско национално радио, а после – 15 години в списание „Пламък“. От 1992 г. до 1995 г. е управител на издателство „Иван Вазов“, а през 1997 – 98 г. ръководи отдел „Военноиздателска дейност, военни културни институти и учреждения“ към Министерство на отбраната.

## Творчество
Автор е на стихосбирките: „Златните момичета“ (1972), „Невъзможно бягство“ (1975), „Коприва“ (1977), „За близкия човек“ (1980), „Камък“ (1985), „Сега разбирам“ (1987), „Зимна роза“ (1989), „Някой е идвал“ (1993), „Беше зима и лято“ (1997), „Било е дадено“ (2000), „Окъслечни фрази“ (2003), „Всички ангели спят“ (2007), както и книгата за деца „За Айя и други разкази“, „Орехчето“ и романа „Всяка вечер е петък“ (2004). За стихосбирката „Всички ангели спят“ е номинирана за наградата за поезия „Иван Николов“ през 2007 година.
Рада Александрова е автор на пиесите „Полегати дъждове“ (1974), „Въздух за всички“, „Леон“, „Всичко се сбъдва“, „Ангелът“.
Поезията ѝ е превеждана на много европейски езици.